# Tweede Kamerverkiezingen 2006/Kandidatenlijst/Fortuyn
De kandidatenlijst voor de Tweede Kamerverkiezingen 2006 van de Lijst vijf Fortuyn werd op 30 september 2006 op een Algemene Ledenvergadering van de partij vastgesteld.
1. Olaf Stuger - 11.085
2. Mat Herben - 5.070
3. Cobie Gardien-Reinders - 1.003
4. João Varela - 1.371
5. René ridder van Rappard - 200
6. Agnes Leewis - 236
7. Rick Datema - 126
8. Joost Mulder - 192
9. John Witkamp - 204
10. Pierre de Lange - 76
11. Alexander van Hattem - 136
12. Chris Hottentot - 100
13. Cees Koenen - 76
14. Wim van Overveld - 88
15. Anton Reebergen - 59
16. Leen Molenkamp - 44
17. Rudy Reker - 67
18. Daan Zuijderduijn - 40
19. Claudia Vis - 106
20. Dave van der Meer - 49
21. Ed Arnold - 102
22. Bert Doelman - 27
23. Theun Lagewaard - 25
24. Elke Vlasveld-van Langen - 56
25. Anne Schaaf - 47
26. Olof Wullink - 55
27. Dave Vrijenhoek - 42
28. Engel Vrouwe - 274

2002 · 2003 · 2006
CDA · PvdA · VVD · SP · Fortuyn · GroenLinks · D66 · ChristenUnie · SGP · Nederland Transparant · PvdD · EénNL · PVV · Lijst 14 · Partij voor Nederland · CDDP · LibDem · VSP · Ad Bos Collectief · GVIP · Lijst 21 · Tamara's Open Partij · Solide Multiculturele Partij · hetZeteltje